# Franz Wohlfahrt (voetballer)
Franz Bernhard Wohlfahrt (Sankt Veit an der Glan, 1 juli 1964) is een Oostenrijks oud-voetballer die als doelman speelde. Hij werd op 27 september 1989 in het Ajax-stadion De Meer slachtoffer van het zogeheten staafincident.

## Clubcarrière
Wohlfahrt begon zijn carrière bij SV Sankt Veit in zijn geboorteplaats, en werd beroepsvoetballer bij FK Austria Wien. Hij bracht gedurende twee perioden in totaal bijna twintig jaar bij deze club door, waarbij zes keer de Bundesliga werd gewonnen en vier keer de Beker van Oostenrijk.
In 1996 verhuisde hij op 32-jarige leeftijd naar het buitenland, waar hij bij VfB Stuttgart ging spelen dat de Europacup II 1997/98 bereikte, maar de finale met 0–1 van Chelsea FC verloor. Hierna keerde hij terug naar zijn eerste club, om een paar jaar later te eindigen bij SC Untersiebenbrunn.
Vanaf juli 2006 is Wohlfahrt werkzaam als trainer. Hij was keepertrainer bij SK Schwadorf 1936, VfB Admira Wacker Mödling, en het nationale elftal. In 2008 werd hij hoofdtrainer bij ASV Baden.

### Staafincident
In 1989 haalde Wohlfahrt de voorpagina's toen hij op 27 september van dat jaar in het Ajax-stadion De Meer gewond raakte, tijdens een wedstrijd om de UEFA Cup tussen Ajax en Austria Wien. Wohlfahrt werd getroffen door een ijzeren staaf die de 17-jarige Ajax-fan Gerald M. op het veld gooide vanuit het F-Side vak. Ajax zou een jaar worden uitgesloten van de UEFA-competitie.

## Interlandcarrière
In 1983 werd Wohlfahrt geselecteerd voor het Wereldkampioenschap voetbal onder 20. Hij debuteerde in 1987 in het Oostenrijks nationale elftal in een vriendschappelijke wedstrijd tegen het nationale elftal van Zwitserland, en was deelnemer aan het Wereldkampioenschap voetbal 1998, waar hij reserve was voor doelman Michael Konsel.
In totaal speelde Wohlfahrt 59 interlandwedstrijden, Zijn laatste internationale wedstrijd was een kwalificatiewedstrijd in november 2001 tegen het Turks voetbalelftal, die door Oostenrijk werd verloren met 0–5.

## Eerbewijzen
Wohlfart werd in 1993 tot Oostenrijks speler van het jaar gekozen. In 2001 kreeg hij het Ereteken van Verdienste voor de Republiek Oostenrijk.

## Erelijst
FK Austria Wien
- Oostenrijks landskampioen

1984, 1985, 1986, 1991, 1992, 1993
- ÖFB Pokal

1986, 1990, 1992, 1994
- Oostenrijkse Supercup

1990, 1991, 1992, 1993
 VfB Stuttgart
- DFB-Pokal

1997